# شتيفان بكنباور
شتيفان بكنباور (بالألمانية: Stephan Beckenbauer) هو مدرب كرة قدم ولاعب كرة قدم ألماني في مركز الدفاع، ولد في 1 ديسمبر 1968 في ميونخ في ألمانيا، وتوفي بنفس المكان في 1 أغسطس 2015. لعب مع بايرن ميونخ 2 وبايرن ميونخ وكيكرز أوفنباخ وميونخ 1860 ونادي ساربروكن.

## وصلات خارجية
- شتيفان بكنباور على موقع قاعدة بيانات كرة القدم.إي يو (الإنجليزية)
- شتيفان بكنباور على موقع بيانات كرة القدم. دي إي (الألمانية)
- شتيفان بكنباور على موقع عالم كرة القدم.نت (الإنجليزية)